# Örebro tingshus

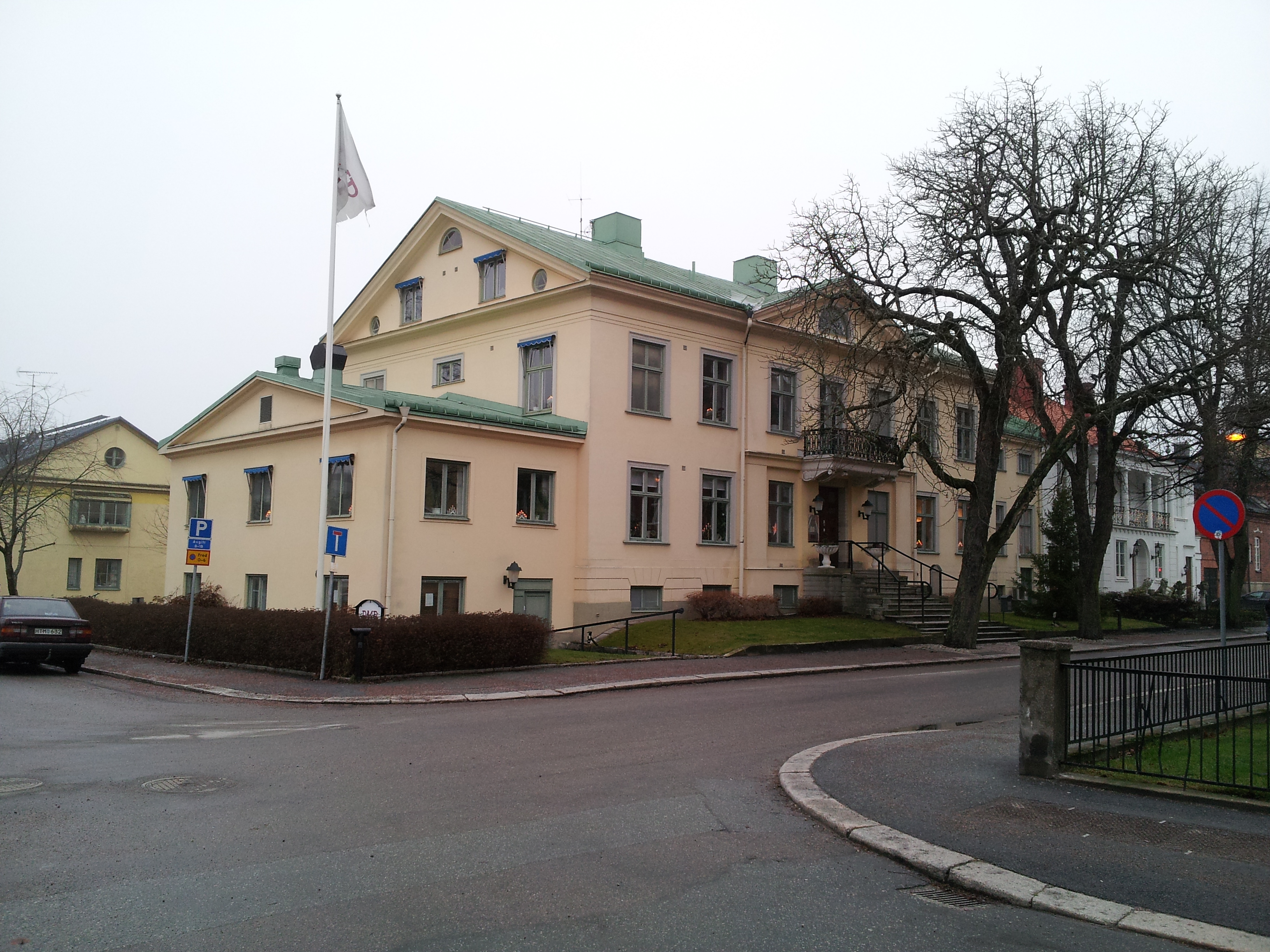
Örebro f.d. tingshus vid Olaigatan 32C.

Örebro före detta tingshus är beläget på Olaigatan 32C i området Choisie i Örebro. Huset uppfördes 1850 för bankkamreren L. Widestrand, tillika Örebro stadsfullmäktiges förste ordförande (under åren 1863–1866).
Widestrand rymde sedermera från Örebro då han förskingrat 315 000 riksdaler. Widestrands affärer blev en inspirationskälla för Hjalmar Bergman då han skrev om häradshövding de Lorche i Markurells i Wadköping.
Emilie Risberg drev senare flickpension i huset.
Huset torde ha byggts om 1923 till att rymma häradsrätten för Glanshammars och Örebro tingslag. Arkitekt var Joel Lundeqvist. Huset är numera i privat ägo och inrymmer kontor för olika företag.
Den nuvarande tingsrätt finns i ett hus vid järnvägsstationen. .